# 马六甲市
马六甲市是马来西亚马六甲州的首府与南部大城。州行政与发展中心包括首席部长办公室、立法会和荷兰红屋都位于马六甲市。1989年4月15日，马六甲市被时任首相马哈迪·莫哈末宣布为历史城。2008年7月8日，马六甲市及槟城州首府乔治市共同被列入世界文化遗产名录。
明史记载為满剌加，被葡萄牙侵占后，改称马六甲。根据联合国教科文组织于2008年7月7日的加拿大魁北克当地时间上午9时30分（馬來西亞時間晚上时间9时30分）召开的世界文化遗产大会，宣布马六甲市正式被列入世界遗产名录。在2010年10月20日举行了一次活动，宣布马六甲已经达到了经济合作与发展组织所规定的的基准, 并发表了 "进步马六甲2010" 的声明。马六甲有一个受过良好教育的人口, 《千年发展目标报告》2015所报告的青年识字率为99.5%。2016年，马六甲成为马来西亚最安全的居住地。2017年，犯罪率下降了15.5%，与2016年相比，有3096例被记录在案。
这座城市已经被包括福布斯和孤独星球在内的几项出版物所列, 成为亚洲和世界顶级旅游胜地之一。马六甲被TripAdvisor列为马来西亚十大最佳目的地之一。Waze应用程序承认马六甲 "最佳驾驶城市" 奖。在全球范围内，这座历史悠久的城市排在悉尼，里斯本和巴塞罗那等其他主要城市之前。这座城市也被HuffPost评为最佳街头艺术城市中的15个。此外，时代出版物将马六甲作为最适合居住和退休的地方之一。马六甲于2020年GaWC所公布之世界级城市名单中被列为自足级城市。

## 历史

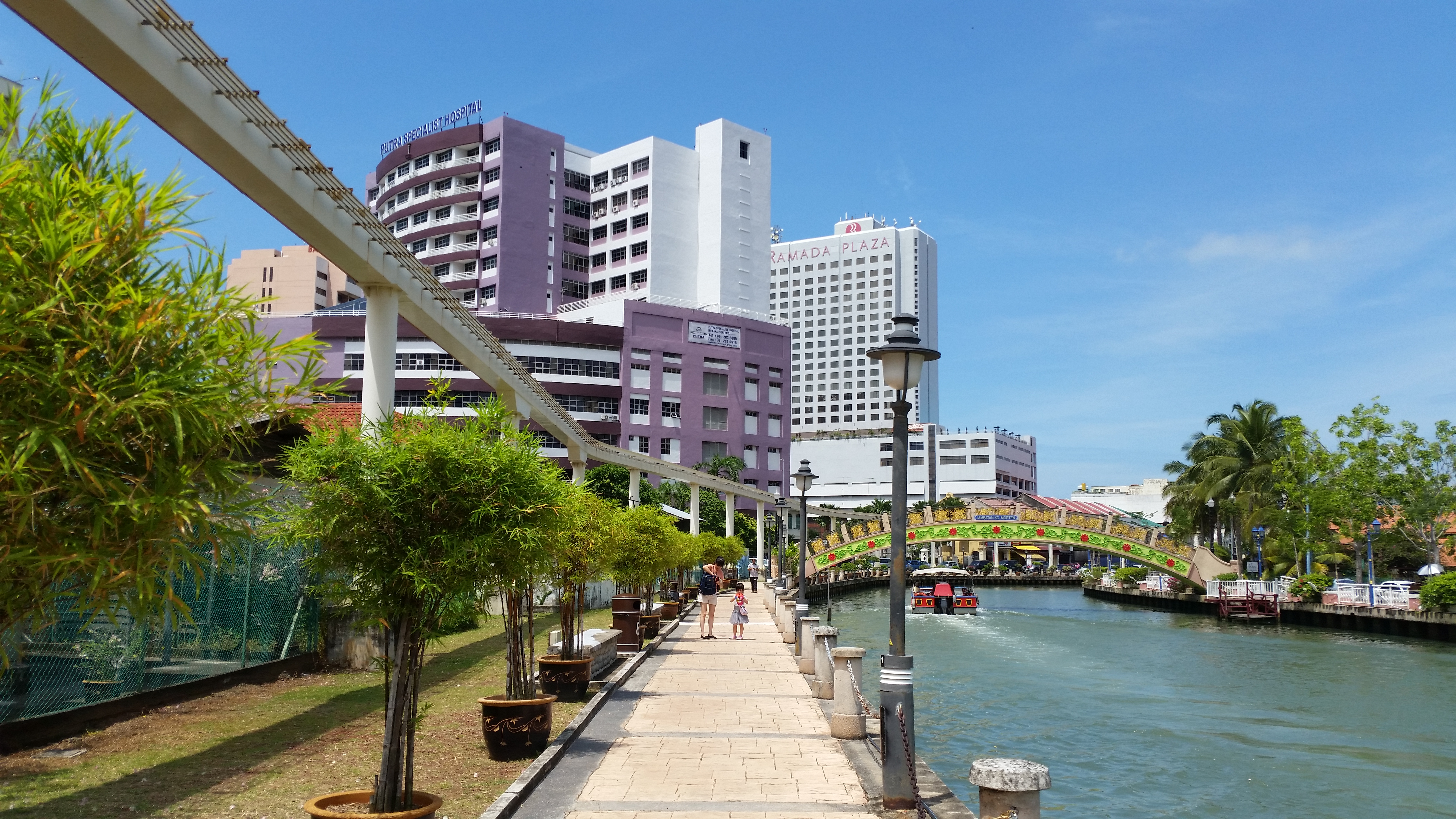
马六甲河

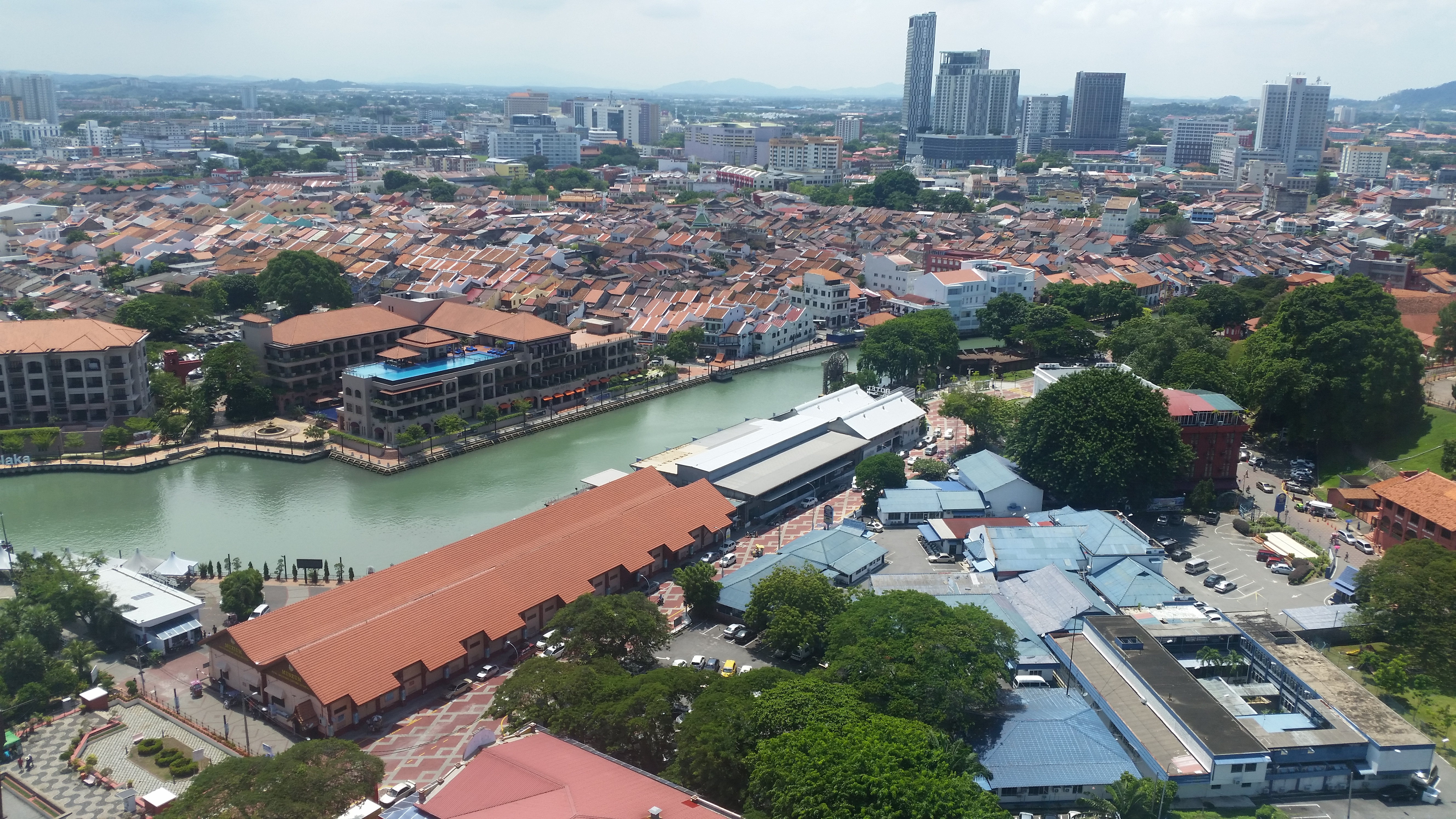
马六甲市區遠眺

從马六甲塔上看马六甲風光

### 马六甲王朝
满剌加国（马六甲王朝）的建立者是拜里米苏拉国王。他是一位在1396年为了对付敌人满者伯夷国而离开三佛齐巨港（今苏门答腊）的王子。按照流行的传说（马来史记），拜里迷苏拉打猎时在一棵「马六甲树」下休息，他的一条狗将一只鼠鹿（又名小鼷鹿）逼到绝境。为了自卫，鼠鹿将狗踢进河里。拜里迷苏拉对鼠鹿的勇气印象深刻，因而决定在他坐的地方建立一个帝国，他就以在下面休息的这棵树的名字将这里命名为「马六甲」，州徽中間的那棵樹即是马六甲樹。
明史载，明朝使者尹庆于永乐元年（1403年）来到当地宣扬国威时，满剌加尚未称国，臣属于暹罗，每年向暹罗进贡金花。酋长“拜里迷苏剌”（即拜里米苏拉）得知使者来意时大喜，即遣使随尹庆回明朝进贡，使者于永乐三年抵达南京，明成祖封拜里米苏拉为“满剌加国王”，赐诰印、彩衣、诏书、黄伞。从此，满剌加得以和暹罗同列，不再臣属于暹罗。满剌加开始从渔村成长为该地区最重要的港口，吸引来自爪哇、印度、阿拉伯和明朝的商人，作为两次季风之间中印贸易的停泊点。
拜里米苏拉于永乐九年（1412年）率领妻子陪臣五百余人随郑和前往明朝觐见明成祖，明成祖亲自设宴款待，赏赐丰厚。
传说拜里迷苏拉在1414年皈依伊斯兰教，改名「苏丹依斯甘达沙」；然而明史记载，拜里迷苏拉约于1414年逝世，其子“母干撒”的使者于永樂十二年（1415年）抵达燕京向明朝告仆，明成祖令其袭封，“苏丹依斯甘达沙”实为拜里迷苏拉之子。
依据明史，苏丹依斯甘达沙于永乐十七年（1420年）拜访明朝永樂皇帝，向明朝控诉暹罗的威胁，明成祖于是"赐敕谕暹罗，暹罗乃奉诏"。苏丹依斯甘达沙死于1424年，由其子斯里马哈拉惹继位，也率妻子陪臣拜访明朝。
满剌加的繁荣引来了暹罗王國的入侵。1446年到1456年，首相敦霹雳试图抵挡。满剌加这时发展和明朝的关系，是抵挡暹罗攻击的一项战略决策。
由于它的战略位置，满剌加成为郑和的远航船队一个重要的前哨基地。马来史记载来自明朝的汉丽宝公主与五百名随从到达满剌加，嫁苏丹满速沙（统治从1456年到1477年） 但明朝无公主出嫁国外的记录，所以“汉丽保公主”的真实身份至今众说纷纭。其500名随从与当地人通婚而后定居在Bukit Cina（直译为唐人山，又称三保山）。他们的后裔称男称峇峇（Baba），女称娘惹（Nyonya），后来扩散到全国各地，槟城和新加坡有最多娘惹。

### 马六甲与明朝的关系

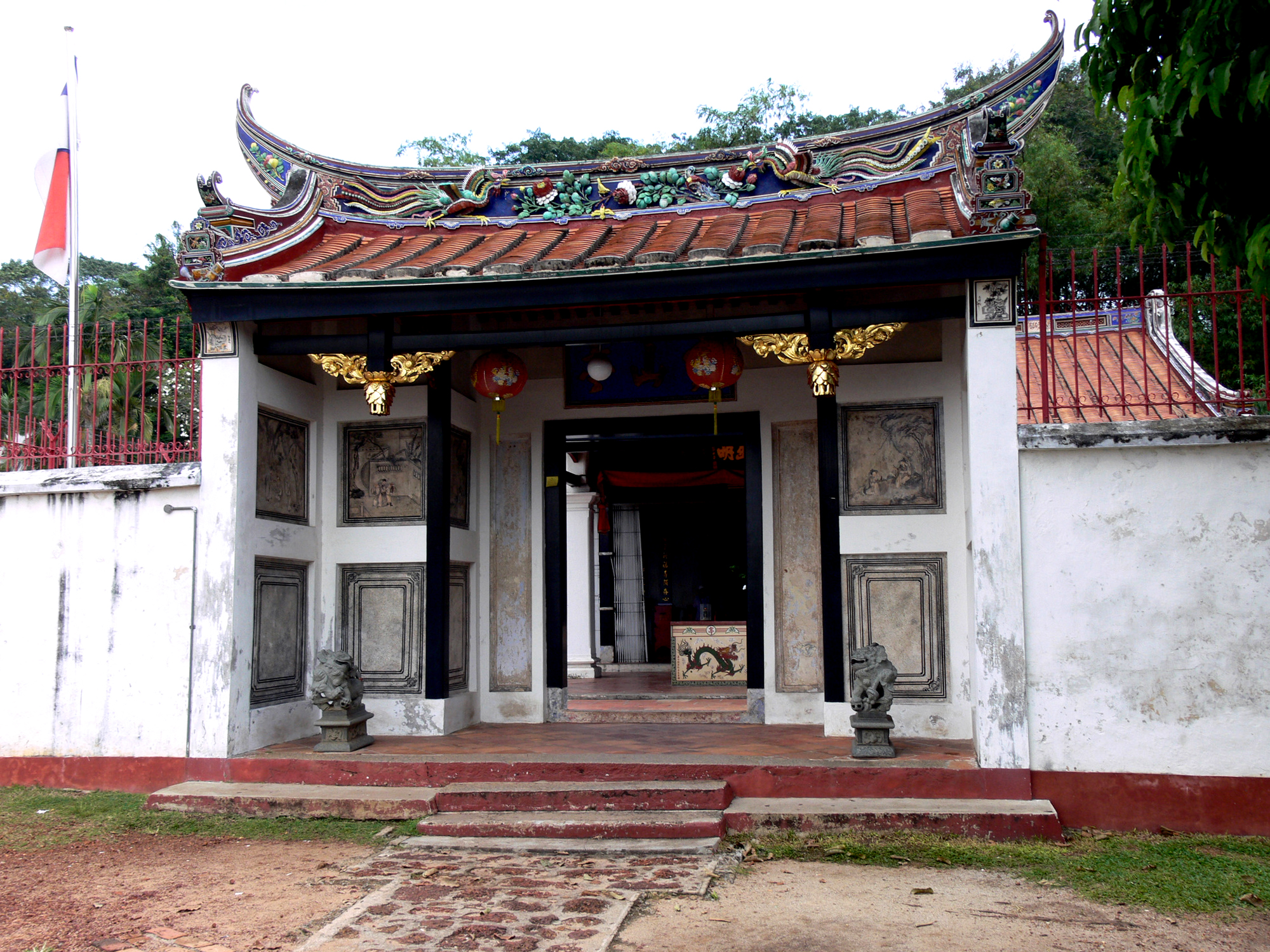
三宝亭

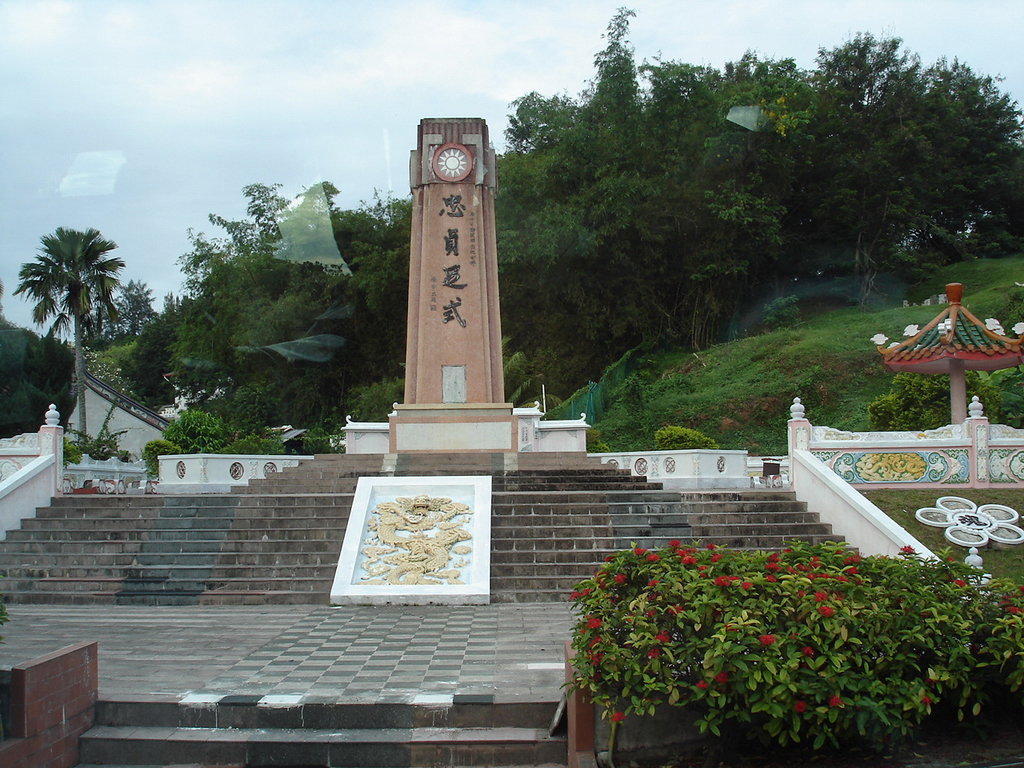
忠貞足式碑

《明史·满剌加列传》称：“满剌加，在占城南（……）或云即古顿逊，唐哥罗富沙。”，马六甲王朝版图最北达北大年一带，与古代哥罗富沙的势力范围重叠。
《明史·满剌加列传》记载：永乐三年（1406年），酋长西利八儿速喇（拜里米苏拉）遣使上表，愿为属郡。
永乐七年（1410年），明成祖命三保太监郑和封西利八儿速喇为满喇加王，从此不隶属暹罗。永乐九年（1412年），拜里迷苏喇继王位，率领妻子和随从540人来朝，明成祖赐黄金相玉带、仪仗、鞍马，赐王妃冠服。九月拜里递苏喇王辞行，明成祖赐宴于奉天门，赐黄金相玉带、仪仗、鞍马，并赐黄金一百两、白金五百两、钞四十万贯。
永乐至宣德年间郑和下西洋，曾以马六甲为大本营，建立城墙、排栅和鼓楼、角楼，并建设仓库储存钱粮百货。郑和船队开往古里、爪哇等国都先在马六甲停泊；由阿丹、忽鲁莫斯等国回程时，也在马六甲聚集，打点钱粮，入库保存，等候信风驶返明朝。
明史记载，满剌加在永乐三年，五年，七年，九年，十年，十一年，十三年，十四年，十六年，十七年，十八年，十九年，二十一年，二十二年，宣德元年，八年，十年，正统三年，十年，天训三年，四年，十一年，十七年进贡。贡物包括犀牛角，象牙，玳瑁，鹦鹉，乳香，丁香，片脑，沉香，黑熊，黑猿，乌木等。此后直到成化末都多次朝贡。
至今马六甲还保存不少郑和遗迹，三保山为郑和船队在马六甲扎营的地点。在山脚至今仍有一间三寶庙及一口相传为郑和下令挖掘的三保井。三保廟左邊有座抗日紀念碑，上面留有蔣介石題的碑文「忠貞足式」四字。

### 成為殖民地

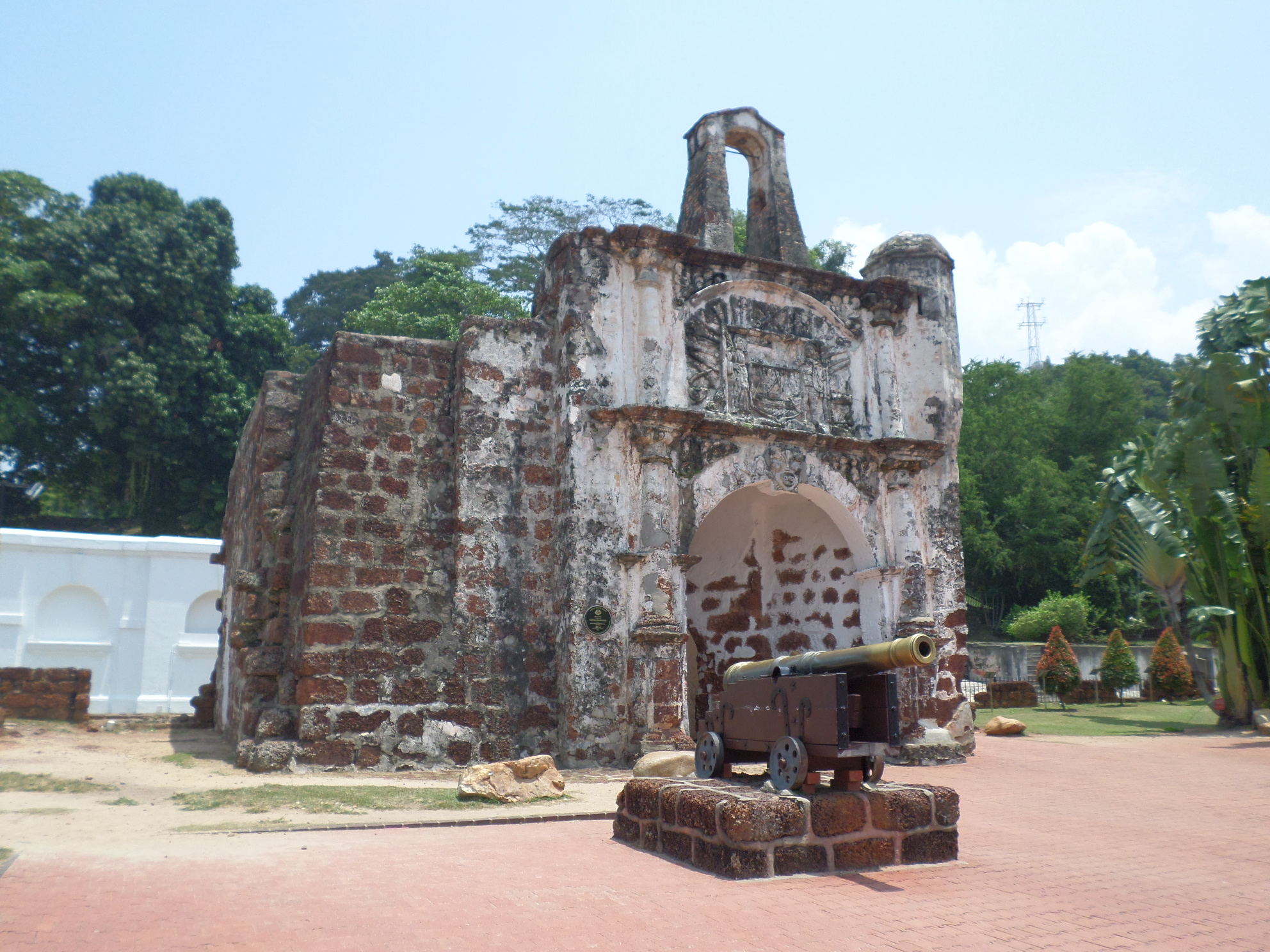
法摩沙堡

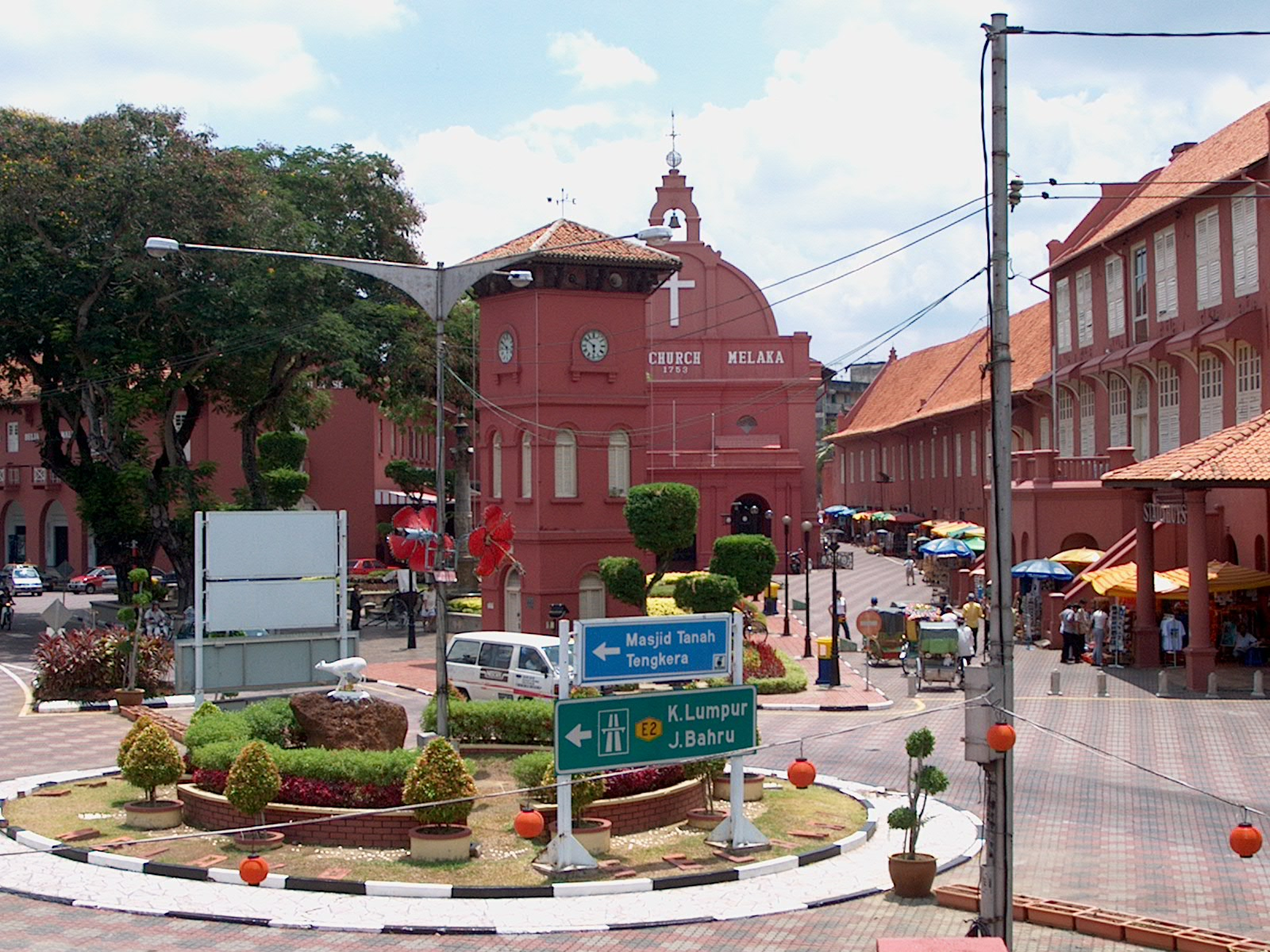
荷兰红屋

1511年8月24日，马六甲被葡萄牙王国驻葡属印度总督阿布奎征服后，成为葡萄牙在东印度群岛扩张的战略基地。马六甲皇朝最后一位苏丹马末沙逃往柔佛避难，並多次在陆地或海洋袭击葡萄牙以求復國，让葡萄牙人吃尽了苦头。最后在1526年，一支由Pedro Mascarenhaas率领的强大的葡萄牙舰队，摧毁了苏丹马末沙在賓坦島的基地。苏丹马末沙與眷屬逃亡到 马六甲海峡對岸苏门答腊的甘巴，两年后在当地逝世。
葡萄牙王国占领马六甲后，建立葡属马六甲殖民地，并以海盗式的经营模式统治，令马六甲的商业地位一落千丈。在三角战争期间，马六甲多次被柔佛苏丹国和亚齐苏丹国围攻，马六甲的经济也受到严重破坏。耶稣会传教士方济各·沙勿略于1545年、1546年和1549年在葡萄牙统治期间，曾到访马六甲几个月。
1601年，荷兰王国在马六甲海峡大败葡萄牙舰队，葡萄牙失去东方霸主的地位。1635年，荷兰截断马六甲海峡的贸易后，马六甲可谓成为一座死港。到了1639年，荷兰王国与柔佛结盟，1640年协同柔佛发动水陆大军围攻马六甲，终在1641年的马六甲围城战役中击败葡萄牙並占领马六甲，建立荷属马六甲殖民地。荷兰从1641年至1795年统治马六甲，但对将其发展成地區贸易中心不感兴趣，使得作为治理中心的重要性漸漸被印尼的巴达维亚（雅加达）所取代，马六甲的商业地位也从此消失。
1824年依照英荷条约，马六甲被割让给大英帝国以换取苏门答腊岛上的明古连地区（Benkoelen）。从1826年到1946年，马六甲先由英国东印度公司统治，为了统一行政和方便管理，英国东印度公司于1826年将马六甲與新加坡以及槟城三地合併组成海峡殖民地，由印度总督管辖，但马六甲的商业发展一样不受到重视。1857年，英国东印度公司因为印度的民族起义，在隔年8月英国政府撤销东印度公司的管理体制后，海峡殖民地由英属印度的政府管理。但因为三个洲属发展不一和管理不善，使印度总督在1860年建议改由英國殖民部管理。1867年，伦敦英国殖民部正式接手，成为皇家殖民地。1948年海峡殖民地被取消后，马六甲和槟城兩政府以英國參政司為政府首長，成为马来亚联合邦一部分。而新加坡則成爲單獨的皇家殖民地。

### 近代
1989年4月15日，时任马来西亚首相马哈迪·莫哈末正式宣布马六甲市为历史城。从这时起，4月15日被列入历史城纪念日假期。

## 世界遗产

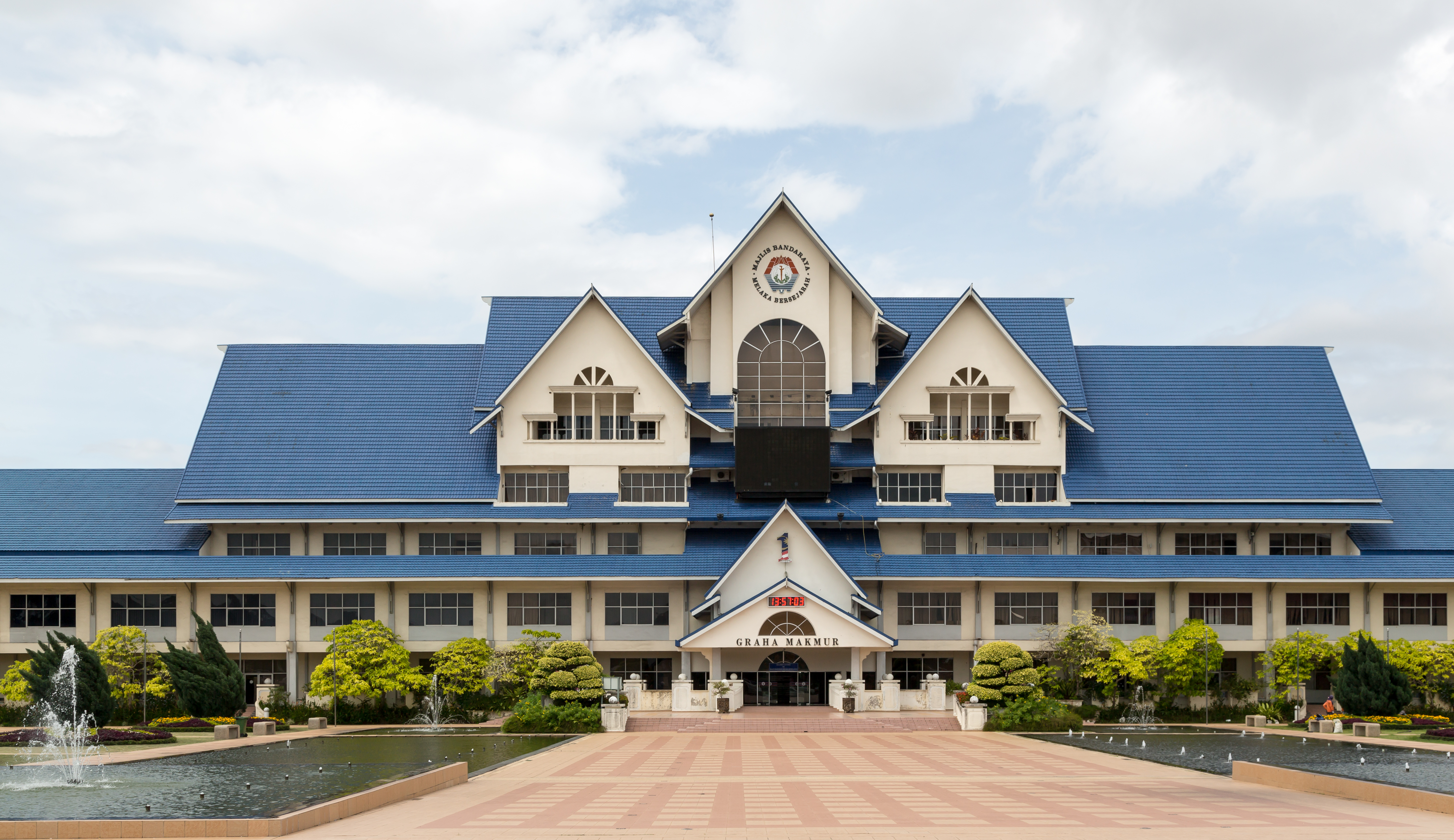
马六甲历史城市政厅（MBMB）

## 文化

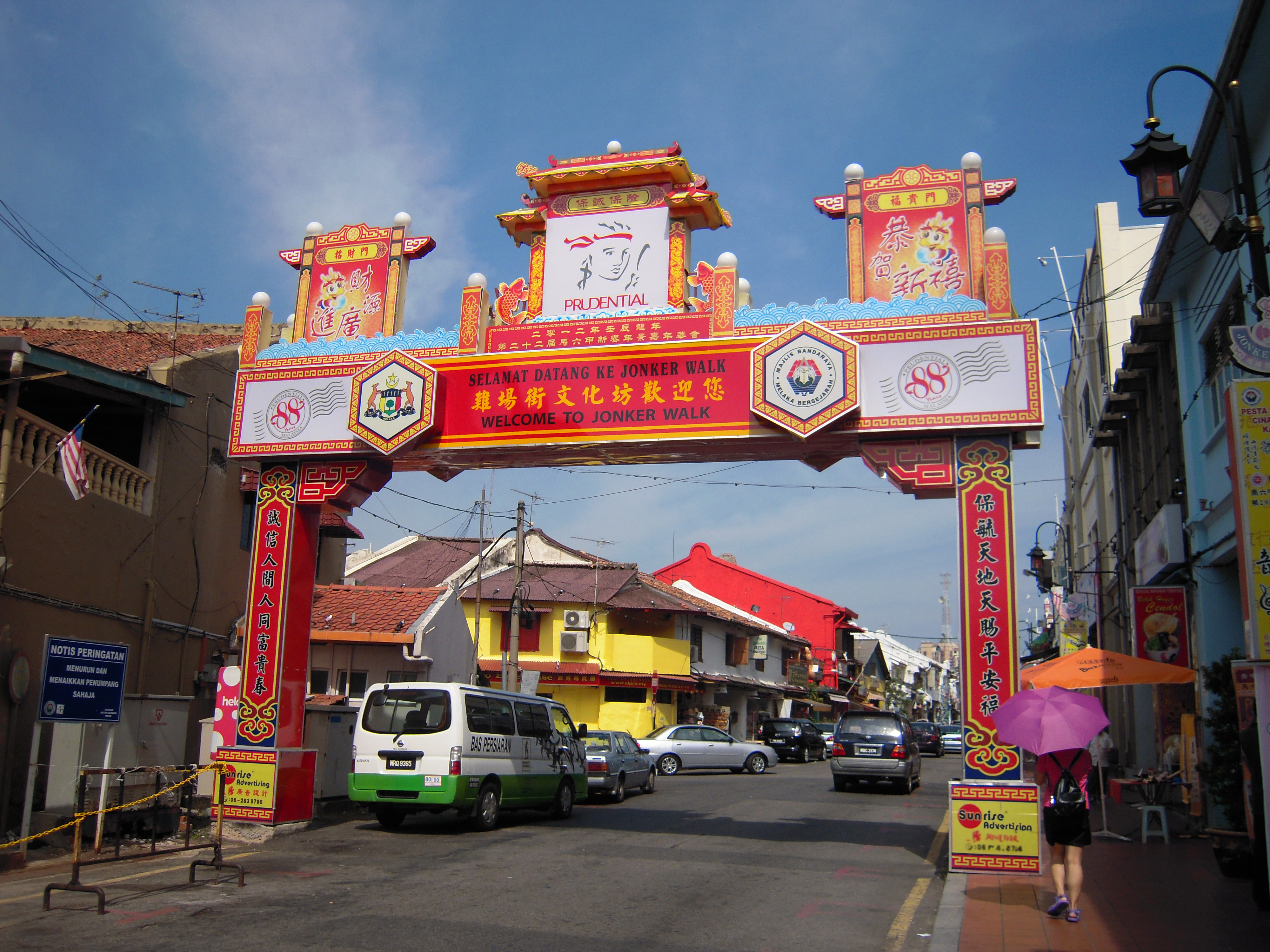
鸡场街入口

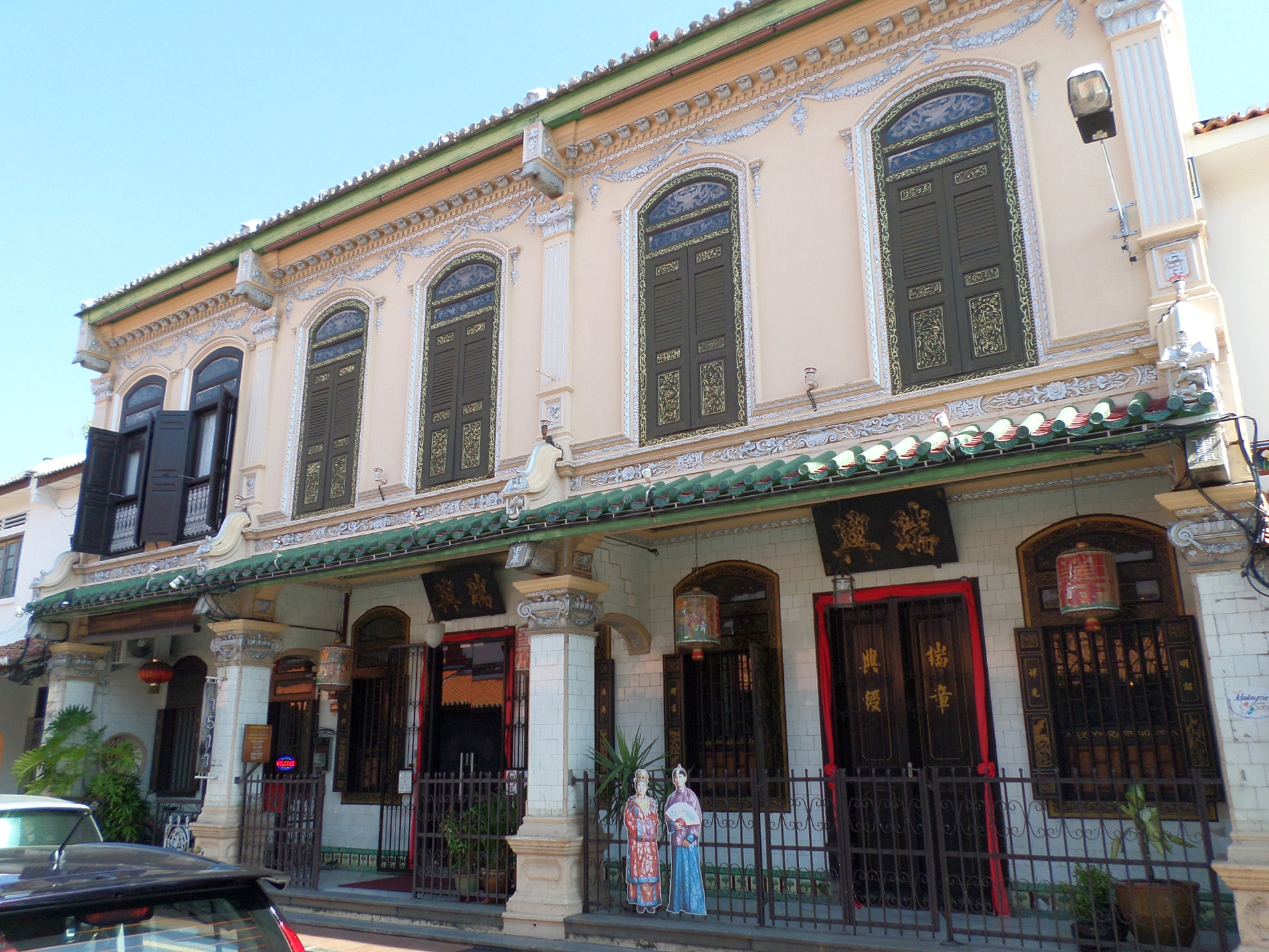
马六甲娘惹的房子

马六甲以饮食闻名，华、巫菜色交融的娘惹美食更是辣的让人垂涎欲滴。 马六甲获得了世界街头食品大会的赞颂暹罗面条（第34届）和Coolie Street Satay（第43届）的认可。 马六甲的各种街头菜肴和美味佳肴包括（但不限于）沙爹; 鸡饭团; 鸭面; 马六甲风味的云吞面; nyonya laksa; 馅饼三通（也称为馅饼三通和顶帽）; 鸡pongteh; 辣酸鱼; 烤鱼和海鲜葡萄牙语; fishball lobak; 椰子奶昔; nyonya cendol;普陀; 还有娘惹的蛋糕。
甚至在今天，许多自从葡萄牙占领以来的古代传统仪式还在进行，例如"Intrudu" (标志天主教四旬期斋戒开始的水节)、"branyu" (传统舞蹈)和"Santa Cruz" (一年一度街头庆祝的节日) 对于食物。 
马六甲的私立医疗服务也有来自印尼和新加坡的顾客。仁爱医院、爱极乐班台医院和博特拉医院是三家主要的私立医院，提供的服务可达先进国家水平。州政府也是博特拉医院的股东。
曼尼普尔医药学院在1993年创办，是由当年的印度總理及馬來西亞首相所签署的协义下所产生的医药学院。以马六甲中央医院、野新县医院、麻坡苏丹娜法蒂玛专科医院及东甲县医院为它的教学医院。

### 自然公园
- 马六甲河
- 吉里望海滩

### 地标
- 河滨步道
- 甘榜摩登
- 圣保罗山教堂
- 雞場街
- 马六甲唐人街
- 荷兰红屋（红屋广场）
- 又见马六甲剧院
- 惠阳广场马六甲Skydeck
- 仄迪村
- Casababa 画廊
- 8 Heeren Street 遗产中心
- 红屋
- Menara Taming Sari
- 马六甲苏丹皇宫
- 维多利亚女王喷泉
- 三保山
- 马六甲热带水果农场

### 博物馆
- 峇峇娘惹文物博物馆
- 马六甲历史和人类博物馆
- 马六甲博物馆机构
- 海峡中国珠宝博物馆马六甲
- 圣淘沙别墅（马来生活博物馆）
- 鄭和文化館
- 马六甲博物馆
- 独立厅
- 潜艇博物馆
- 马来西亚建筑博物馆
- 皇家海关博物馆
- 幻觉3D艺术博物馆
- 州长博物馆
- 马来西亚监狱博物馆
- 民主政府博物馆
- 美容博物馆
- 游乐园博物馆
- 魔术艺术博物馆

### 宗教场所
- 马六甲海峡清真寺
- 青雲亭（Cheng Hoon Teng Temple）
- 寶山亭（Poh San Teng Temple）
- 馬六甲保安宮
- 圣彼得教堂
- 基督堂
- 甘榜吉宁清真寺
- 清華宮（Cheng Wah Keong Temple）
- 釋迦院（Seck Kia Eenh Temple）
- 圣弗朗西斯泽维尔教堂
- Sri Poyyatha Vinayagar Moorthy Temple
- 甘榜乌鲁清真寺
- 香林寺（Xiang Lin Si Temple）
- 馬六甲華人清真寺

## 国际交流

### 姐妹城市
- 葡萄牙里斯本（1984年）
- 马来西亚吉隆坡（1989年）
- 荷兰荷恩（1989年）
- 智利瓦尔帕莱索（1991年）
- 中国南京市（2002年）
- 中国长沙市（2004年）
- 印尼沙哇伦多（2004年）
- 印尼巴东班让（2006年）
- 中国海口市（2013年）
- 印尼雅加达老城（2014年）
- 中国广东省（2015年）

## 观光景点

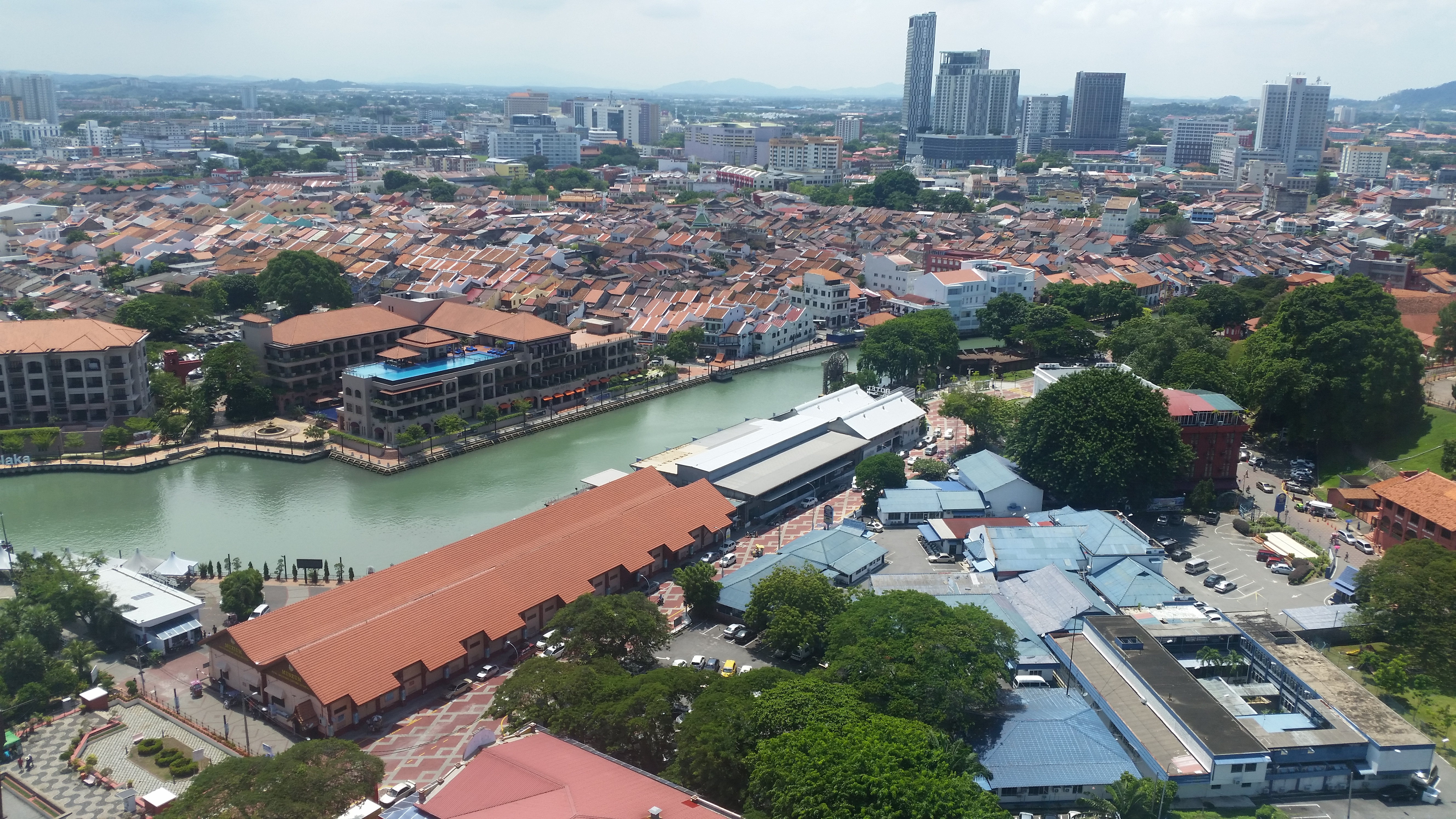
马六甲河及甘榜摩登
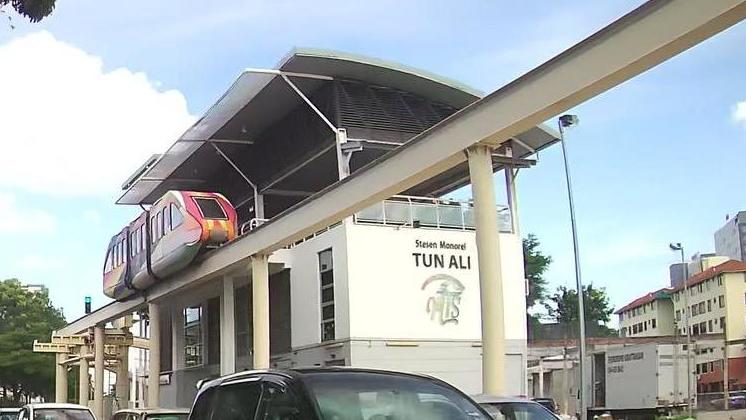
马六甲单轨铁路
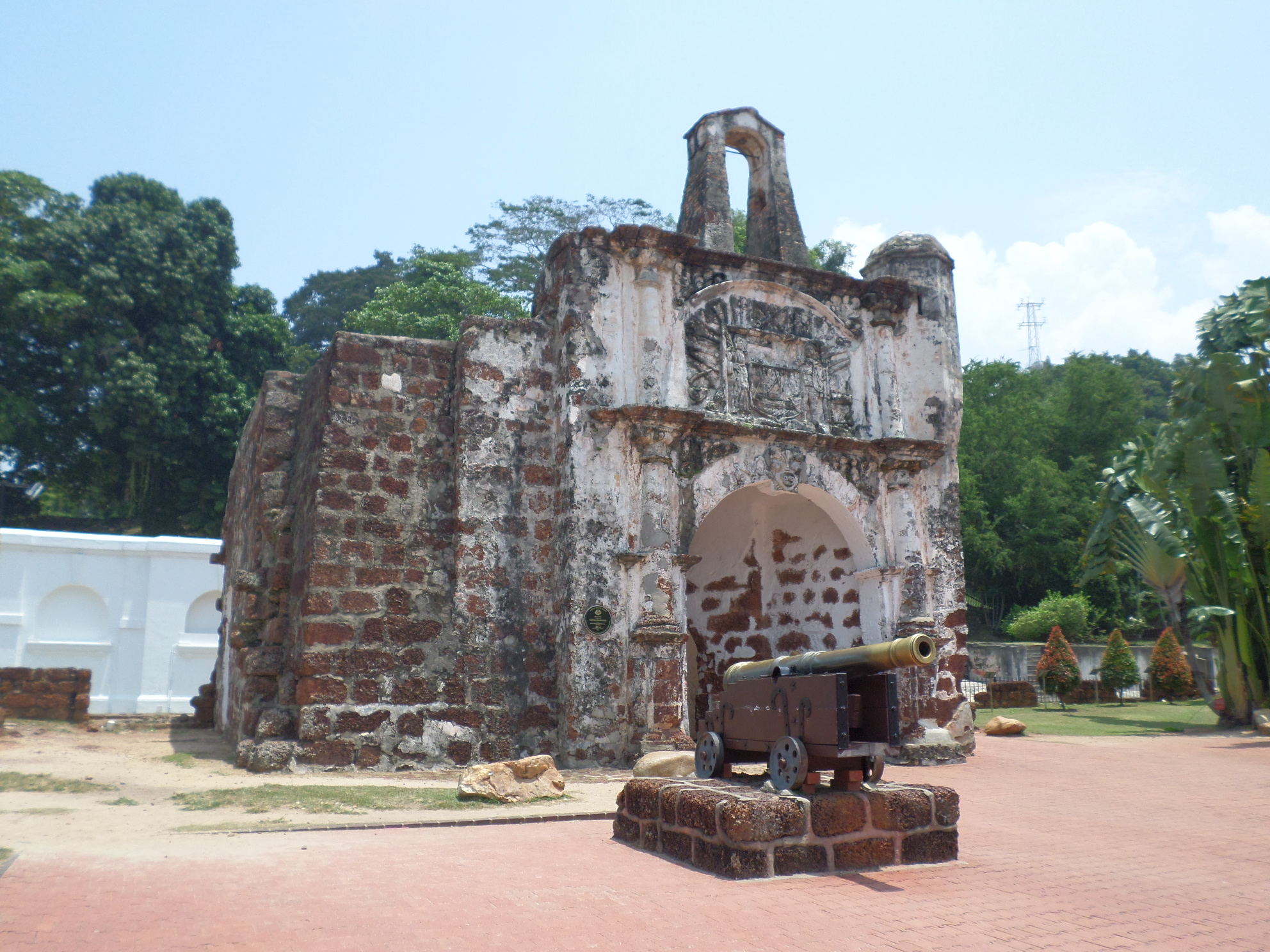
法摩沙堡
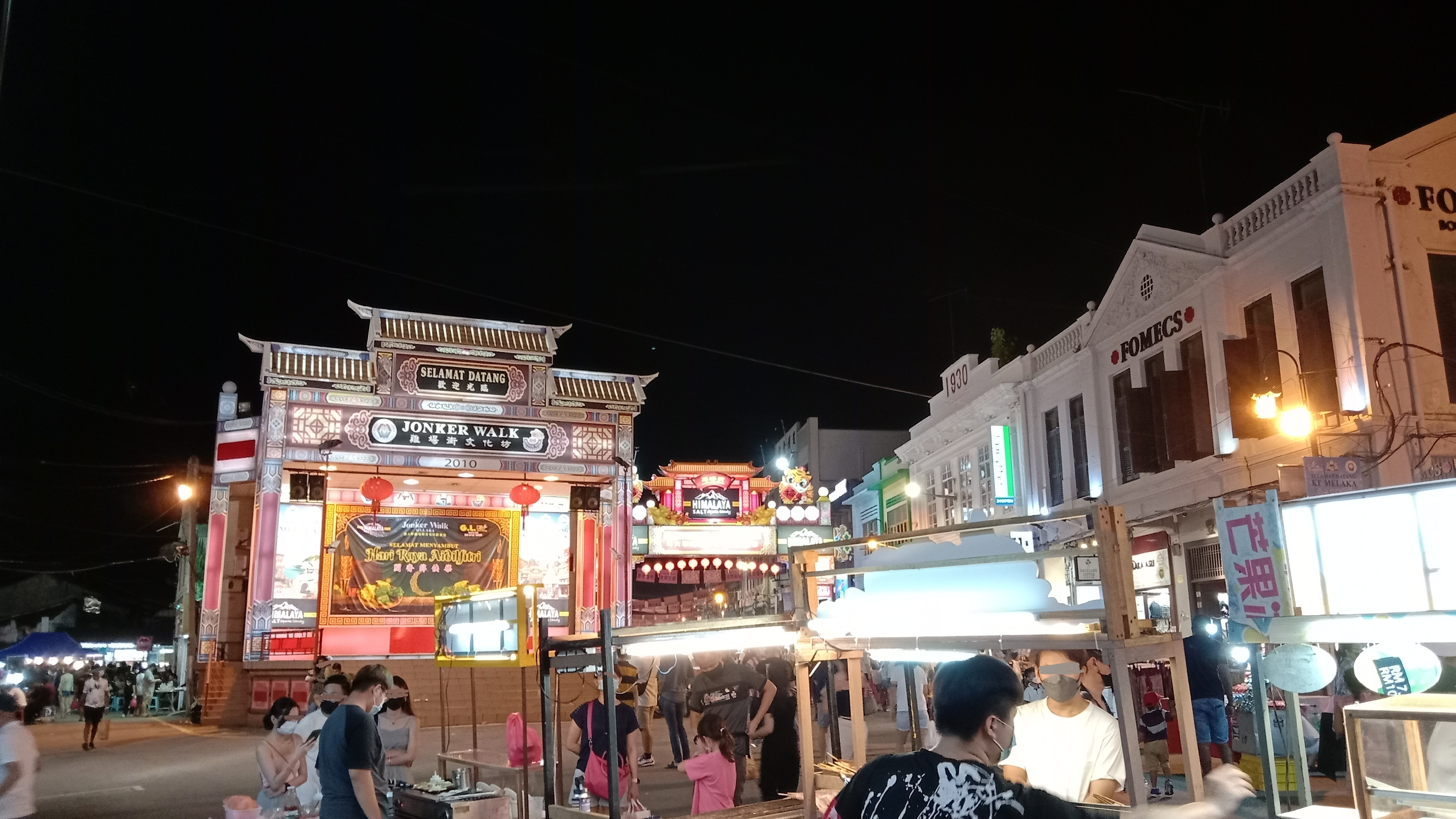
鸡场街文化坊
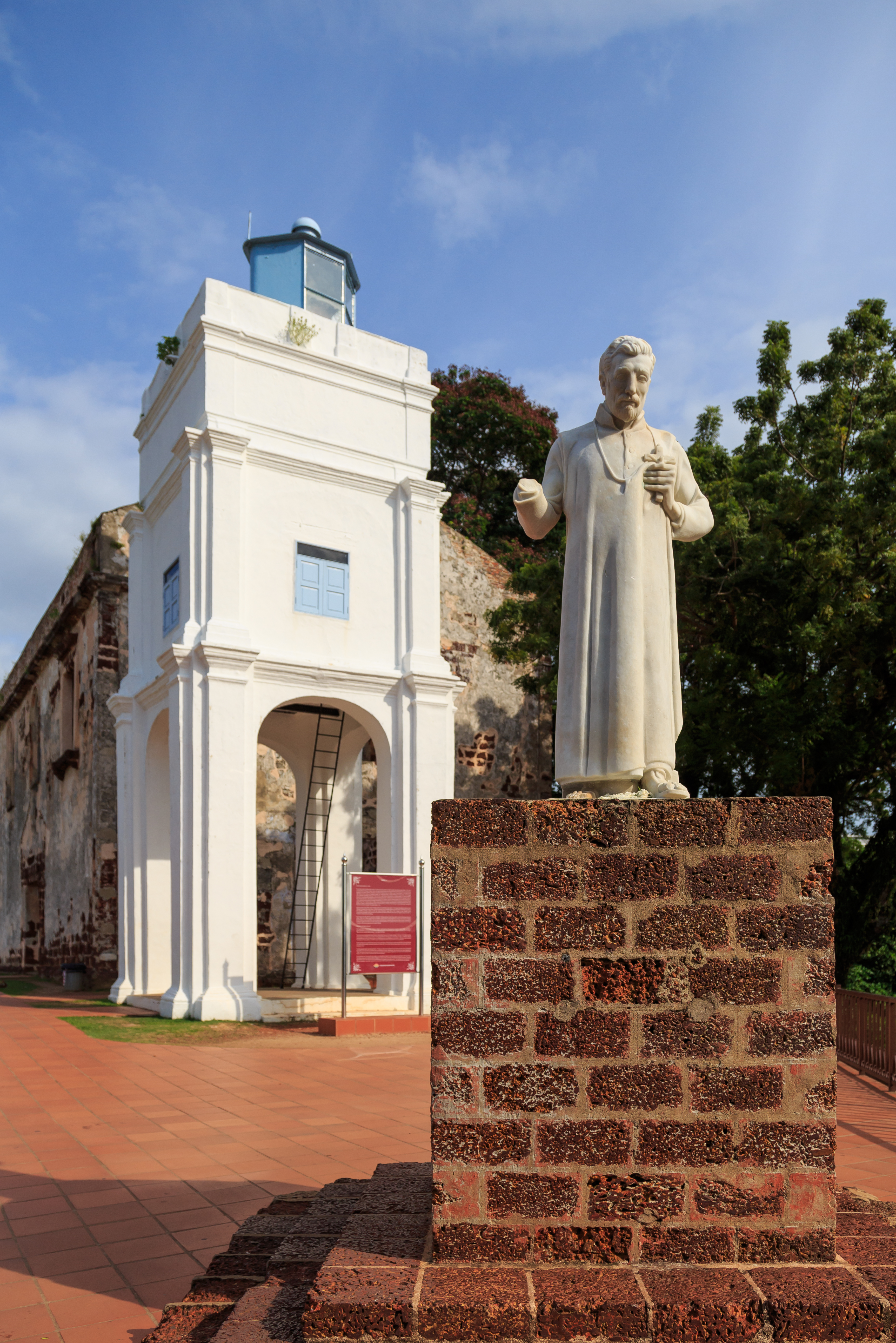
圣保罗堂
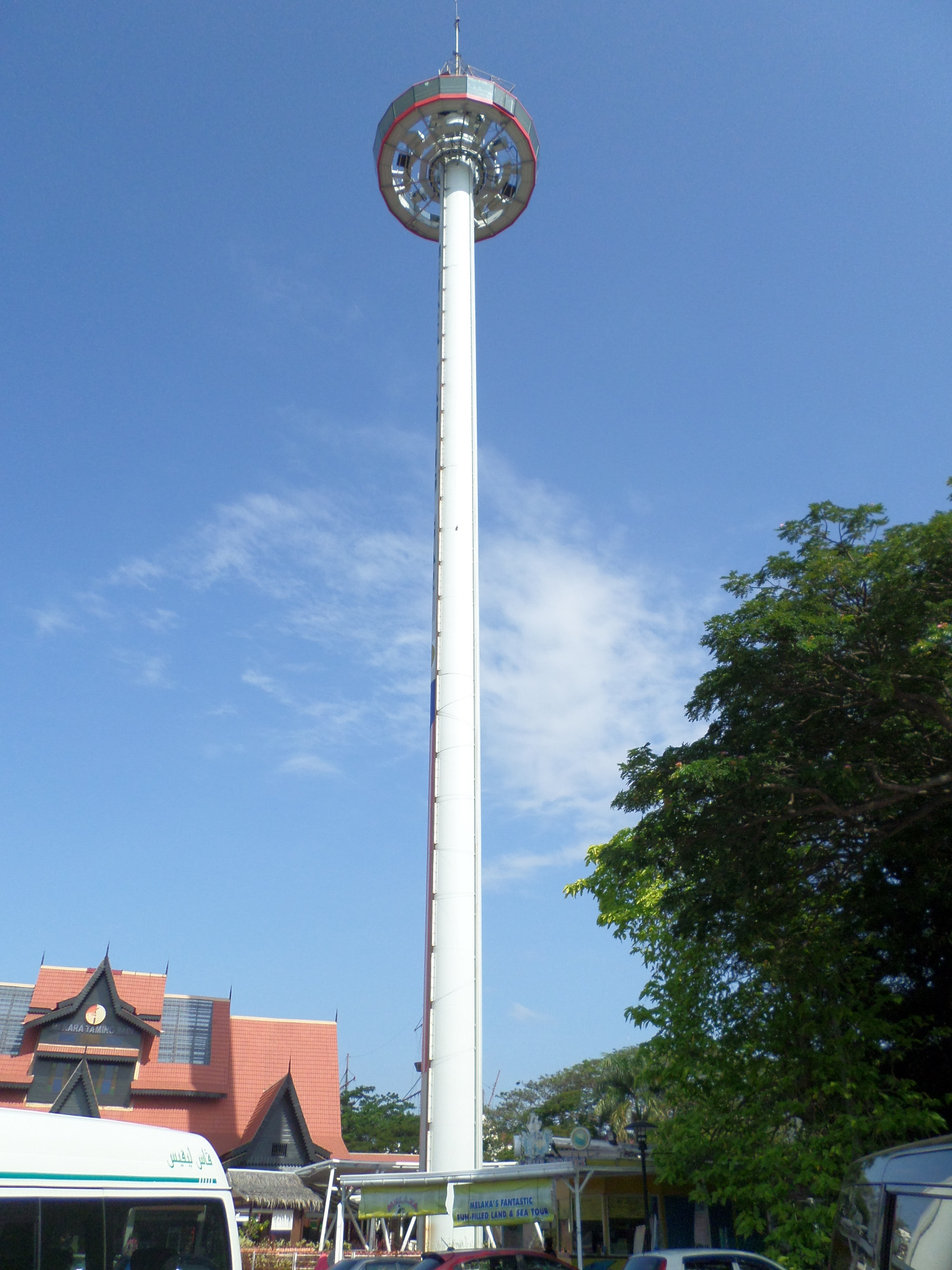
旋转观光塔
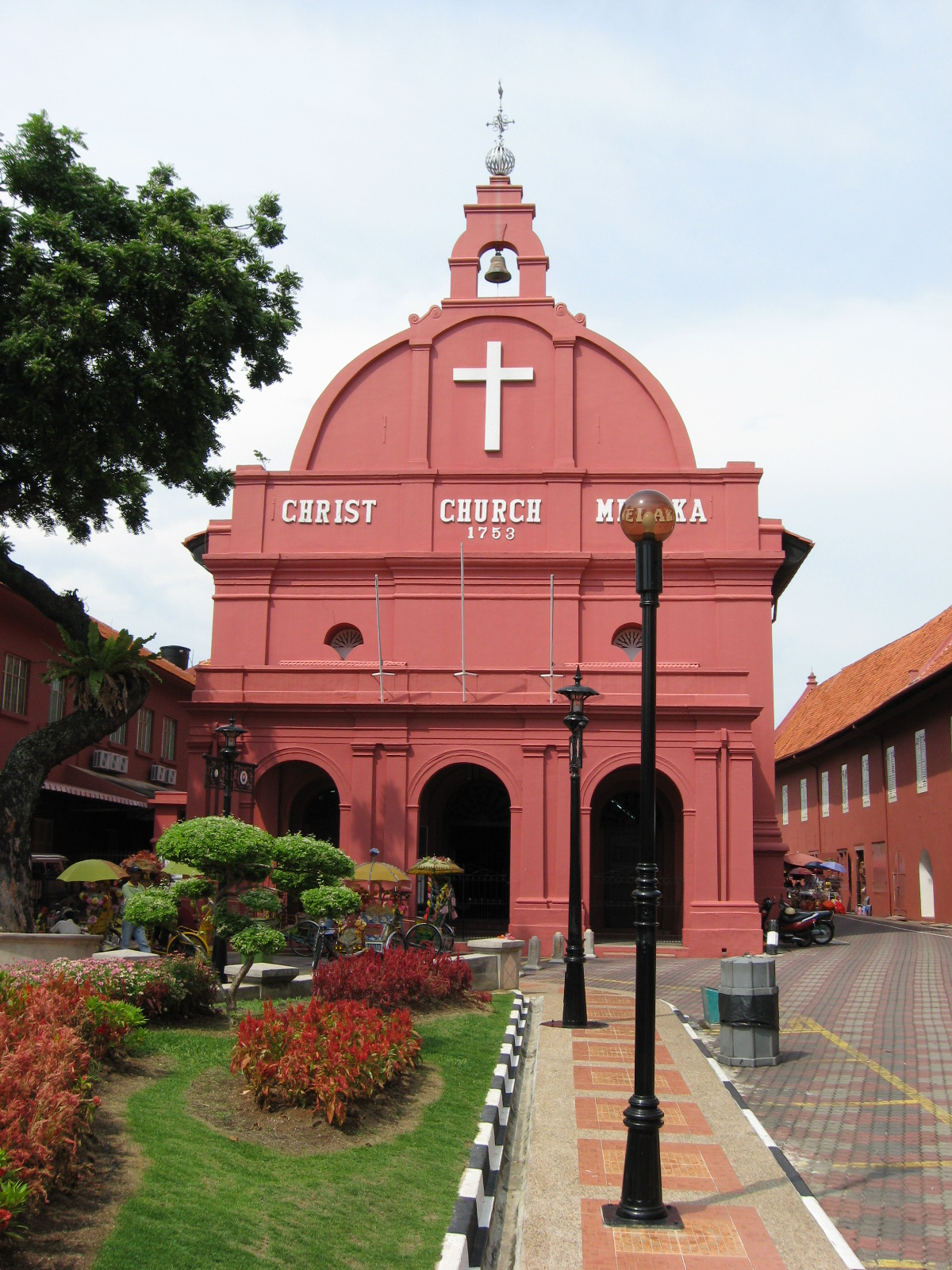
基督堂
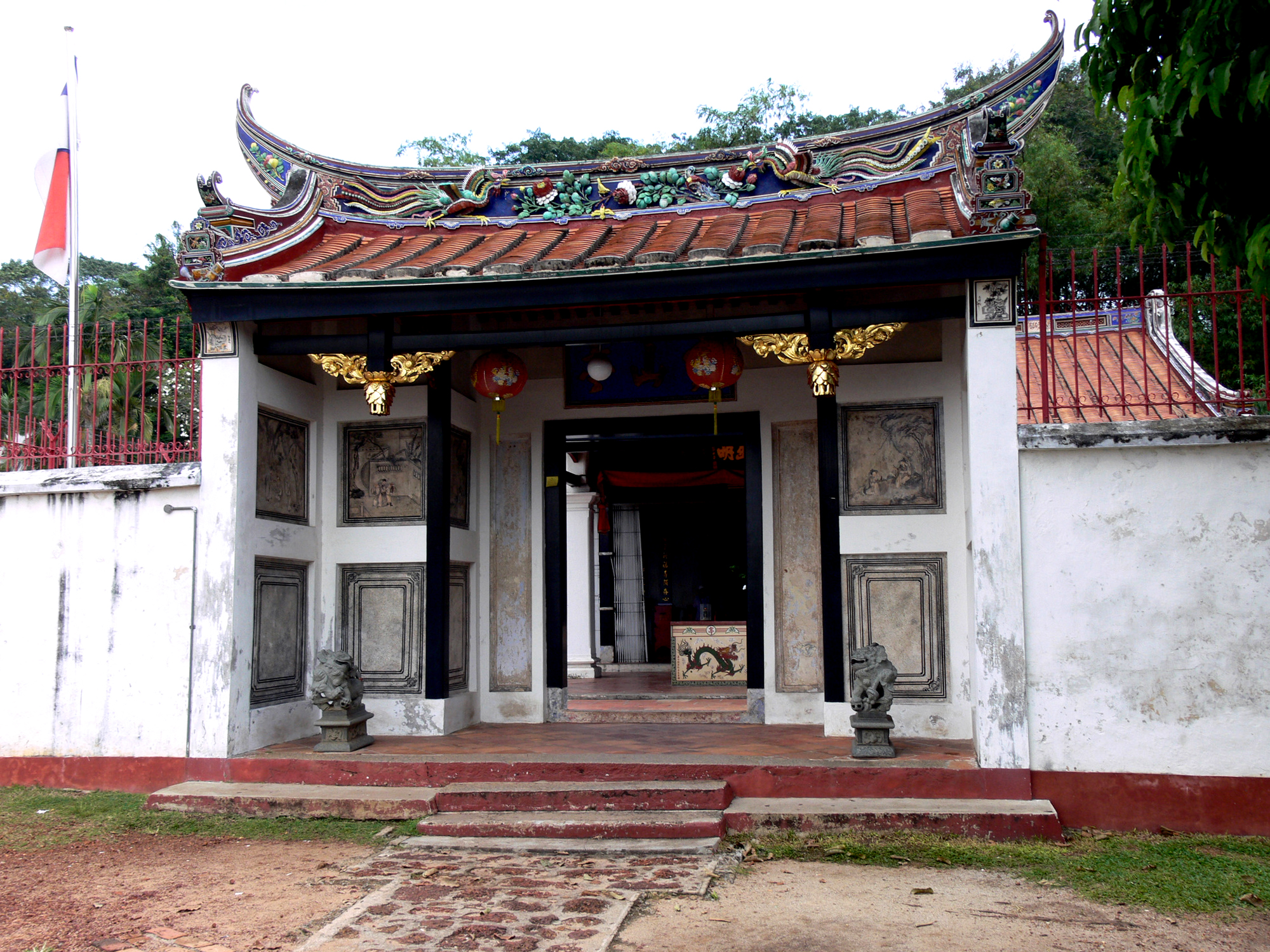
宝山亭
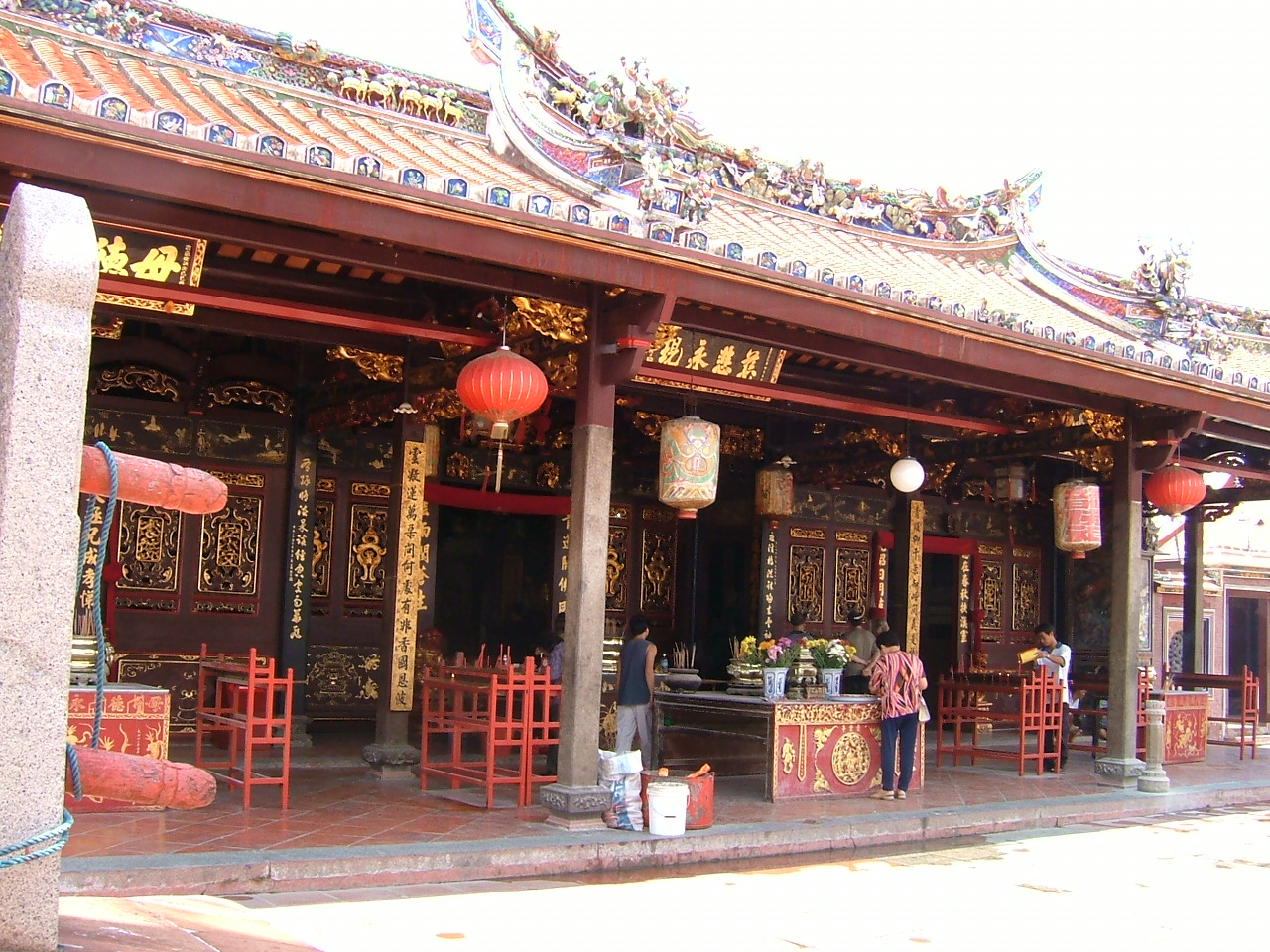
青云亭
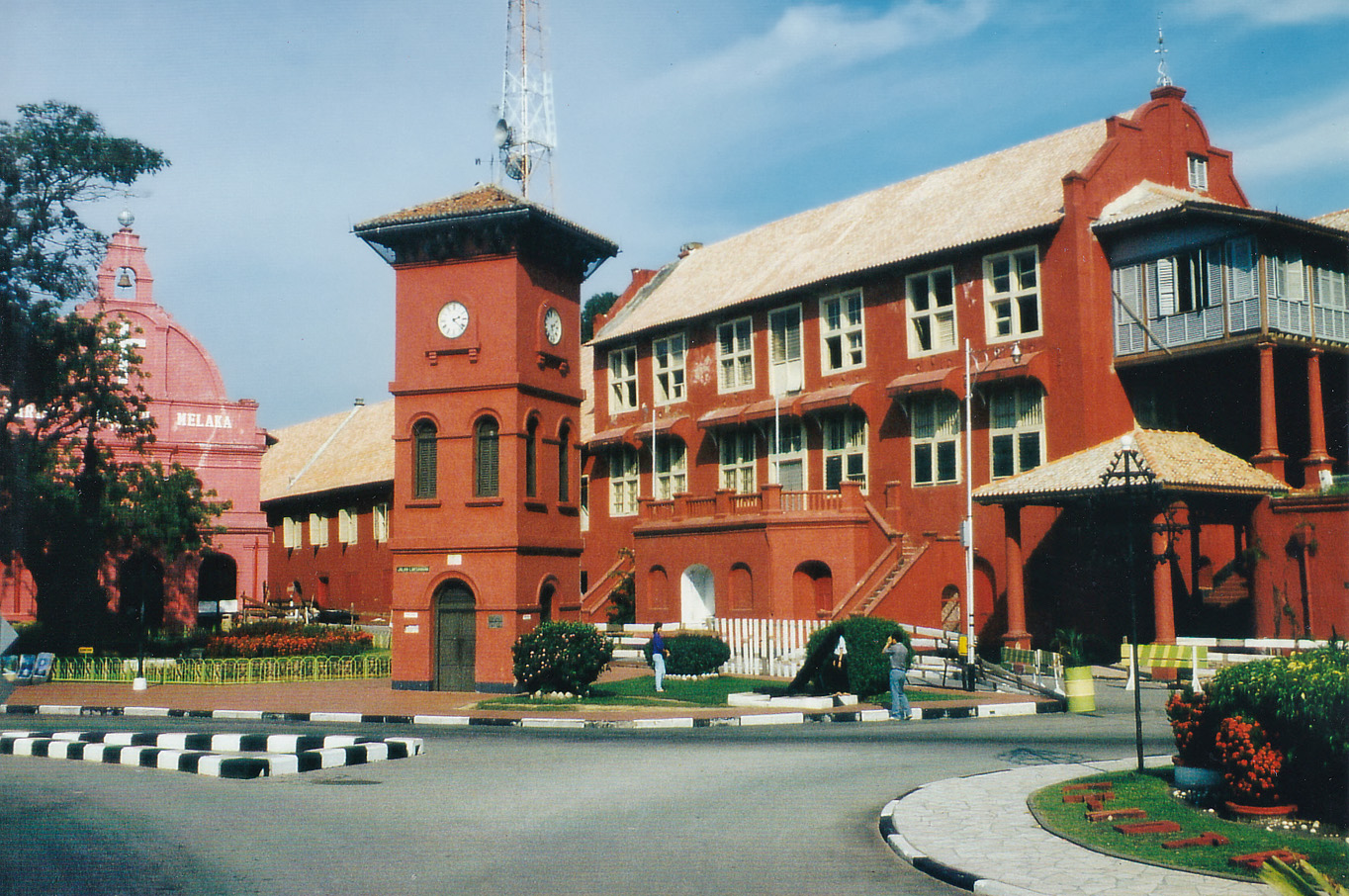
荷兰红屋广场